# Pedicularis holocalyx
Pedicularis holocalyx är en snyltrotsväxtart som beskrevs av Hand.-mazz.. Pedicularis holocalyx ingår i släktet spiror, och familjen snyltrotsväxter. Inga underarter finns listade i Catalogue of Life.